# ウィリアム・コートネイ (第2代コートネイ子爵)

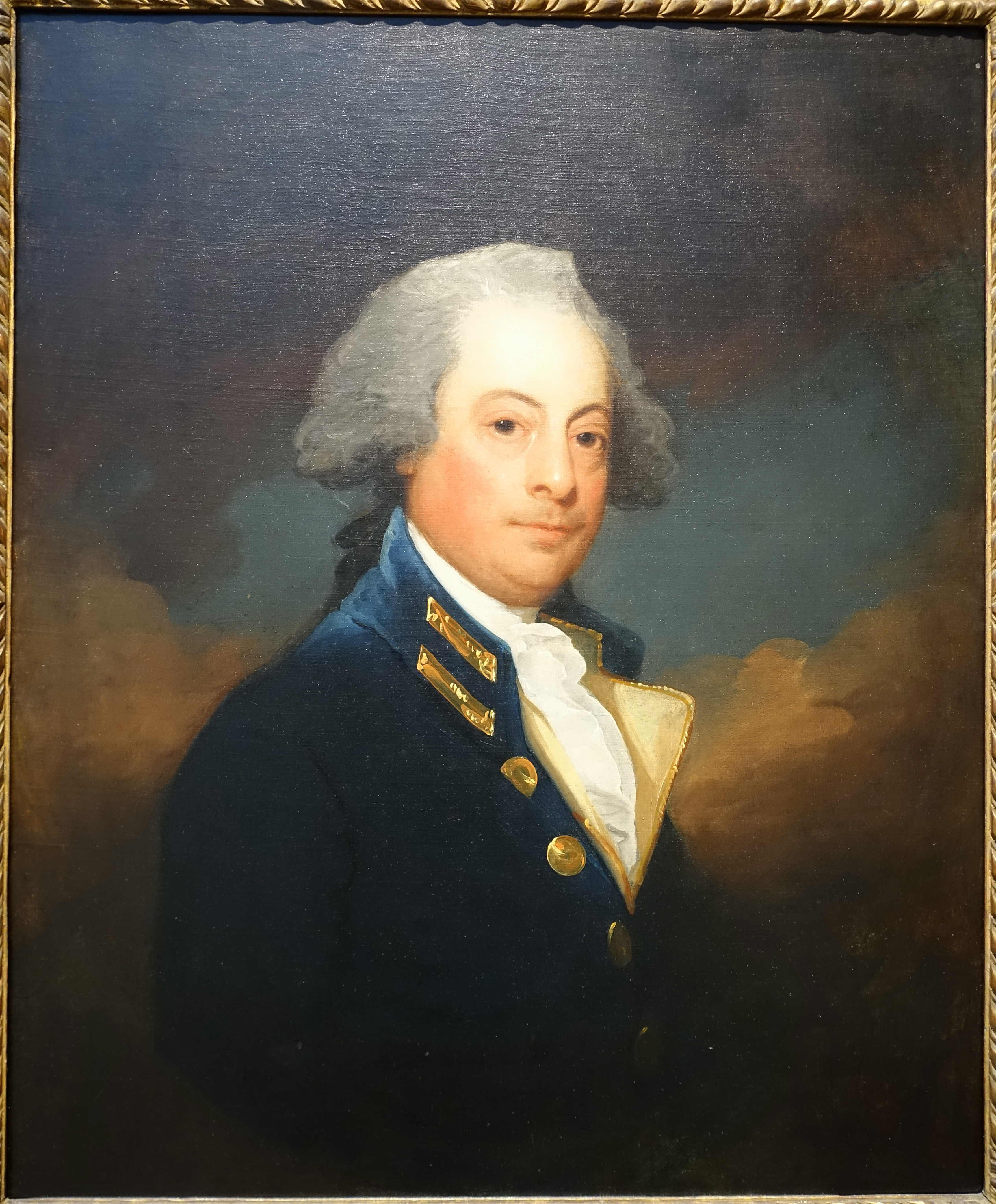
ギルバート・ステュアートによる肖像画、1785年/1786年ごろ。

第2代コートネイ子爵ウィリアム・コートネイ（英語: William Courtenay, 2nd Viscount Courtenay、1742年10月30日 – 1788年10月14日）は、グレートブリテン貴族。

## 生涯
初代コートネイ子爵ウィリアム・コートネイと妻フランシス（Frances、旧姓フィンチ（Finch）、1761年12月19日没、第2代エイルズフォード伯爵ヘニッジ・フィンチの娘）の息子として、1742年10月30日に生まれ、31日にウェストミンスターのセント・ジェームズ教会で洗礼を受けた。1761年3月21日、オックスフォード大学モードリン・カレッジに入学した。
1762年5月16日に父が死去すると、コートネイ子爵位を継承した。
政治ではトーリー党に属した。
1788年10月14日にメイフェアのグローヴナー・スクエアで死去、息子ウィリアムが爵位を継承した。
死後の1831年、貴族院の裁定により法律上のデヴォン伯爵であると認定されたが、生前にデヴォン伯爵の称号を使用することはなかった。

## 家族
1762年5月7日、エディンバラでフランシス・クラック（Frances Clack、1782年3月25日没、トマス・クラックの娘）と結婚、1男13女をもうけた。2人は1763年12月19日にパウダーラム城で再度結婚式を挙げた。
- フランシス（1763年1月6日 – ?） - 1779年12月13日、第4代準男爵サー・ジョン・ホニーウッド（英語版）（1806年3月27日没）と結婚[3]
- シャーロット（1764年2月14日 – 1844年11月22日） - 1788年6月23日、トマス・ギファード（Thomas Giffard、1823年8月1日没）と結婚[4]
- イザベラ（1765年6月20日 – 1783年3月5日） - 生涯未婚[3]
- エリザベス（1766年9月2日 – 1815年9月11日[4]） - 1788年6月7日、チャールズ・サマセット卿（英語版）と結婚[3]
- ウィリアム（1768年7月30日 – 1835年5月26日） - 第3代コートネイ子爵、第9代デヴォン伯爵[1]
- ルーシー（1770年6月13日 – 1821年12月17日[4]） - 1798年8月2日、第3代リズバーン伯爵ジョン・ヴォーン（英語版）と結婚[3]
- ハリエット（1771年9月7日 – 1836年4月13日） - 1797年5月12日、ジョージ・シン卿（のちの第2代カートレット男爵）と結婚[3]
- イリナ（1772年11月23日 – 1789年2月23日[3]）
- アン（1774年2月2日 – 1835年1月6日） - 1790年9月6日、第2代マウントノリス伯爵ジョージ・アンズリーと結婚[3]
- キャロライン・ユースタシア（Caroline Eustacia、1775年3月26日 – 1851年3月6日） - 1812年1月29日、チャールズ・モーランド（Charles Morland、1828年6月14日没）と結婚[3]
- アメリア（1777年6月7日 – 1789年3月18日[3]）
- マティルダ・ジェーン（1778年7月6日 – 1848年8月4日） - ジョン・ロック（John Locke、1837年2月26日没）と結婚[4]
- ソフィア（1780年1月25日 – 1845年1月11日） - 1804年12月、ナサニエル・フォイ（Nathaniel Foy、1817年3月23日没）と結婚[4]
- ルイーザ・オーガスタ（1781年12月25日 – 1823年2月9日[4]） - 1805年10月17日、ロバート・サマセット卿（英語版）と結婚[3]